# St. Marien (Bad Rodach)

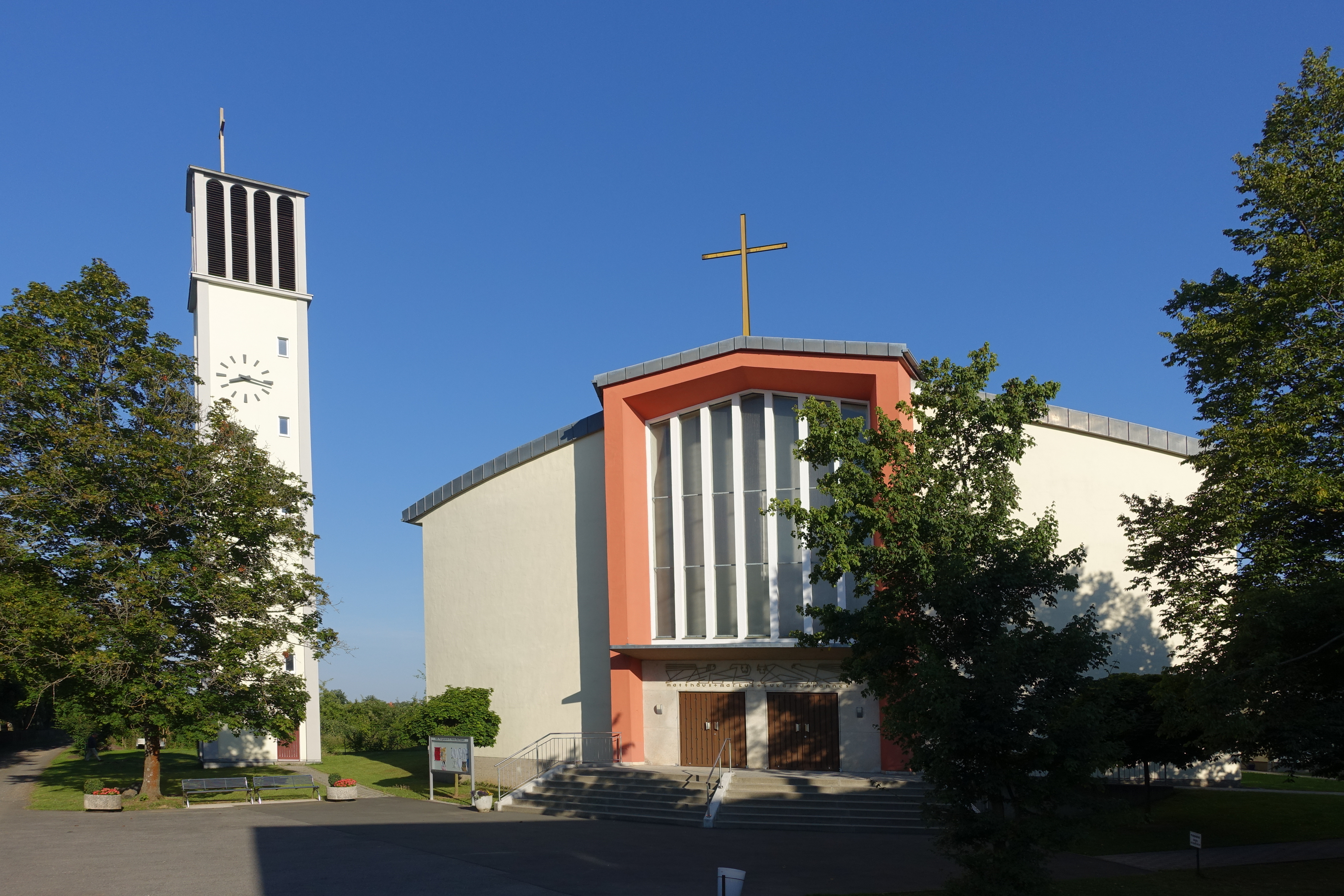
St. Marien

Die römisch-katholische Pfarrkirche St. Marien in Bad Rodach, Lempertshäuser Straße 13, wurde 1956–1962 erbaut und steht unter Denkmalschutz. Die Kirchengemeinde gehört zum Dekanat Coburg des Erzbistums Bamberg. Die Kirche ist ein wichtiger Bestandteil der Stadt Bad Rodach.

## Vorgeschichte
Um 1120 gründete Bischof Otto von Bamberg auf dem Georgenberg bei Rodach das Kloster Georgenberg mit Kapelle, das zum Benediktinerorden gehörte. Der klösterlichen Niederlassung war jedoch kein Aufschwung beschieden, sodass Bischof Otto sie 1135 dem Prämonstratenserkloster Veßra schenkte, das dort einen Klosterkonvent einrichtete, dem ein Propst vorstand.
1526 trat Kurfürst Johann der Beständige zum Protestantismus über, 1529 führte er die völlige Reformation im Kurfürstentum Sachsen ein. Nur der Propst auf dem Georgenberg hielt am alten Glauben fest, bis schließlich 1541 dem Abt zu Veßra befohlen wurde, den Propst auf dem Georgenberg abzuziehen.
Am 27. Dezember 1925 wurde in Rodach die erste Heilige Messe seit der Reformation gefeiert. Gottesdienstraum war das Haus der Familie Schneider, Rückertstraße 9. Seit 1929 fand die Messe in einem Raum des ehemaligen Amtsgerichts am Schlossplatz 1 statt. Seelsorglich betreut wurden die wenigen Katholiken von einem Kaplan der Pfarrei St. Augustin in Coburg. Im Zuge der Umsiedlungen während des Zweiten Weltkriegs kamen zahlreiche, zumeist katholische Deutsche nach Rodach, denen weitere Katholiken folgten, hauptsächlich Flüchtlinge und Heimatvertriebene. Für den Gottesdienst reichte der Raum im Amtsgericht nicht mehr aus, so dass 1943 die evangelische Salvatorkirche zur Verfügung gestellt wurde.

## Kirchenbau
Der Ruf nach einem eigenen katholischen Gotteshaus wurde laut. Den Entwurf erstellte 1953 der Coburger Architekt Josef Rauschen, der schließlich auch mit der Bauausführung beauftragt wurde. Bauherr war die Katholische Kirchenstiftung St. Augustin in Coburg. Am 22. September 1954 wurde das heutige Kirchengrundstück erworben. Am 10. Juni 1956 erfolgte die Grundsteinlegung, im November 1956 das Richtfest. Im Februar 1957 wurde bereits das Pfarrhaus bezogen. Konsekriert wurde die Kirche am 2./3. November 1957. Sie erhielt das Patrozinium der in den Himmel aufgenommenen Gottesmutter. Bei der Weihe wurden Reliquien der Märtyrer Clemens von Rom und Faustus und der Jungfrau Amanda in den Altar eingeschlossen. Am 1. Mai 1964 wurde die bisherige Filialkirche von St. Augustin zur selbständigen Pfarrei erhoben. Das Seelsorgegebiet erstreckte sich auf Rodach und 28 Dörfer. Aus finanziellen Gründen wurden seit Mitte 2006 die Pfarrgemeinden St. Marien in Rodach und St. Marien in Coburg zu einem Pfarreiverbund vereinigt. Sie werden gemeinsam von einem Geistlichen betreut.

### Äußeres der Kirche
Die Kirche ist eine einfache Saalkirche. Über dem Portal befindet sich ein 7,50 m hohes und 6 m breites Fenster, das durch sechs Stäbe unterteilt und bis zum Dach emporgezogen ist. Der Giebel des niedrigen Satteldachs wird durch ein 3 m hohes Kreuz bekrönt. Eine im Halbrund angeordnete Freitreppe führt mit acht Treppenstufen zum Eingang der Kirche. Über deren beiden Türen sind die vergoldeten vier Evangelistensymbole angebracht. Links etwas abseits der Kirche steht der 33 m hohe, schmucklose Campanile, der erst im Juli 1962 fertiggestellt wurde. Die Turmuhr ist ein Geschenk der Stadt Rodach. In der Glockenstube hängen drei Glocken, die im April 1962 in der Glockengießerei Rudolf Perner gegossen wurden.

### Inneres der Kirche

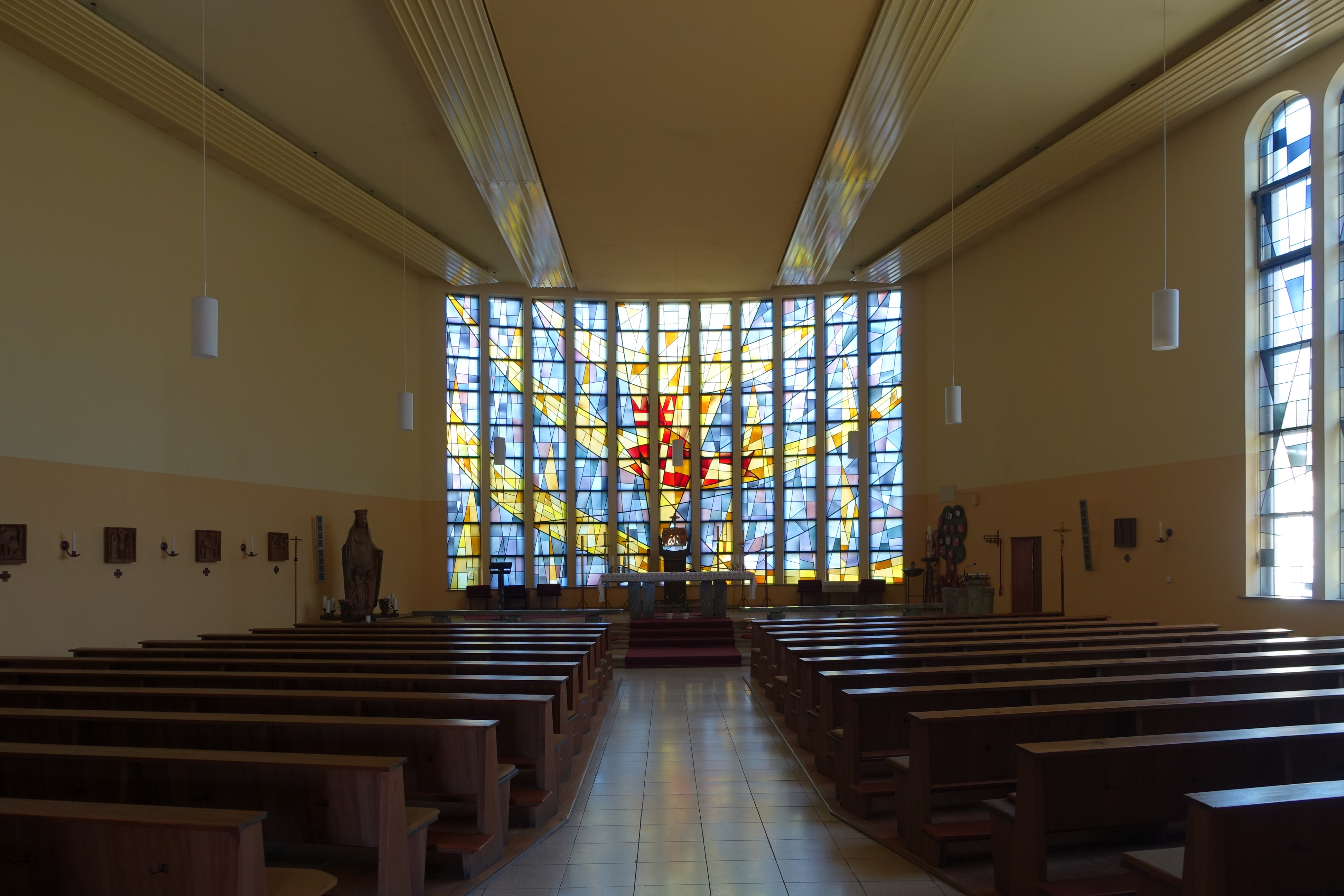
Glasfenster hinter dem Altar

Auf den Kirchenbänken haben 460 Personen Platz. Die Estrade mit dem Altar ist um drei Stufen erhöht. Das Kirchenschiff bildet im Grundriss ein Trapez, dessen Basis und die ihr gegenüber liegende Seite als Kreisbogen ausgebildet sind. Die Stirnwände sind 23 bzw. 13 m lang, die beiden Seitenwände 23 m. Der graue Marmortisch mit dem Tabernakel stand ursprünglich direkt am Fenster der Apsis. Auf eine Kanzel wurde zugunsten eines Ambos verzichtet. 1977 wurde der Altar nach den neuen liturgischen Teformen zum Volk hin vorgezogen und bildet einen Volksaltar. Der Tabernakel wurde auf eine patinierte Stele aus Bronze versetzt. Der Altarraum wird bestimmt von einem Glasfenster nach einem Entwurf des Coburger Kunsterziehers Hugo Hußla in Ausführung des Coburger Glasmalers Adalbert Bringmann. Zur weiteren künstlerischen Ausstattung des Gotteshauses gehören die Statue einer Schutzmantelmadonna aus Lindenholz und 14 Kreuzwegstationen aus Steineiche. 1965 erhielt die Kirche eine elektronische Orgel. Diese wurde 1983 so umgerüstet, dass sich der Eindruck eines mechanischen Orgelpositivs bietet.